# Kosmopolit (Biologie)

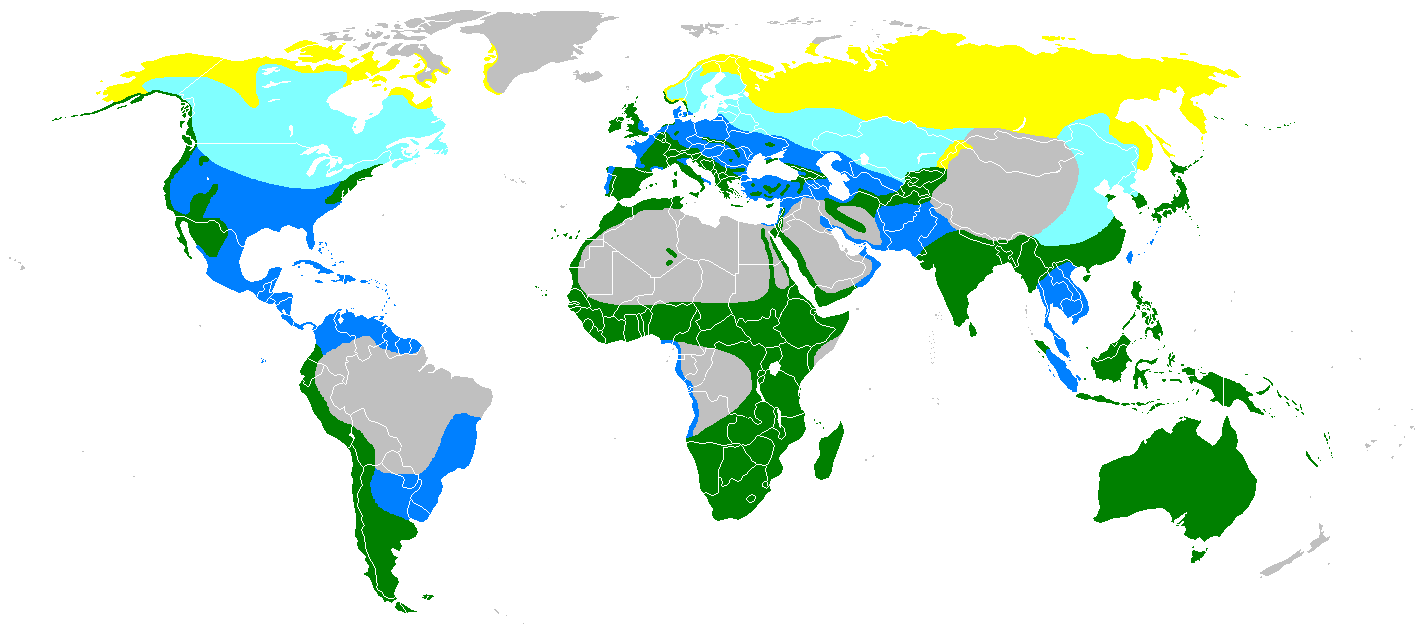
Verbreitungskarte des Wanderfalken
Sommer-Brutvogel
Stand-Brutvogel
Wintergast
Zugvogel

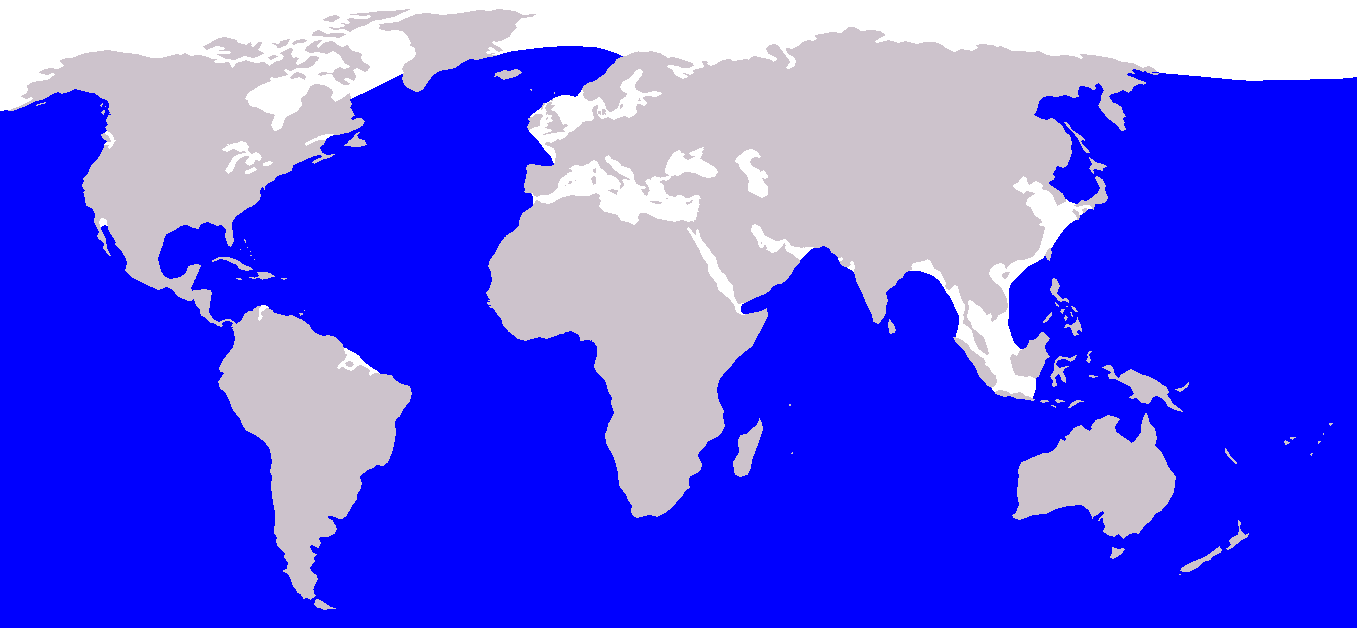
Verbreitungskarte des Blauwals

Ein Kosmopolit (griechisch κόσμος kósmos „Welt“, πολίτης polites, „Bürger“, „Einwohner“) ist ein Lebewesen, das in ihm zusagenden Biotopen (Lebensräumen) weltweit oder über weite Teile der Erde verbreitet ist. Das zugehörige Adjektiv ist „kosmopolitisch“, das (treffendere) Synonym ist „geopolitisch“ (in allen tiergeographischen Regionen verbreitet). Ein Beispiel ist der Wanderfalke (Falco peregrinus), der in vielen Unterarten alle Kontinente bis auf Antarktika besiedelt und die am weitesten verbreitete Vogelart ist.
In Abgrenzung zum Kosmopolit ist ein Ubiquist (lat. ubique „überall“) eine Tier- oder Pflanzenart ohne spezifische Ansprüche an ihre Umwelt, sie kann daher unter sehr unterschiedlichen Bedingungen gedeihen. Im Gegensatz zum Kosmopolit steht der Endemit, dessen Vorkommen auf ein bestimmtes, natürlich abgegrenztes Verbreitungsgebiet beschränkt ist.

## Jahreszeitliche Wanderungen
Bei manchen Tierarten entsteht die weltweite Verbreitung als Folge ausgedehnter Wanderungen. Jahreszeitlich dagegen kann die Verbreitung stark schwanken. Ein Beispiel hierfür ist der Blauwal (Balaenoptera musculus).

## Kosmopoliten und Mensch
Auch der Mensch hat erheblichen Einfluss auf die weltweite Verbreitung von Arten. Als Art, die sich selbst weltweit verbreitet hat, haben sich in seinem Gefolge andere Arten, teils absichtlich, teils unbeabsichtigt, mit verbreitet. Absichtliche Verbreitung erfolgte vor allem im Rahmen der Landwirtschaft (z. B. Rinder, Getreide), unbeabsichtigt häufig als Kulturfolger (z. B. Hausmaus). Ein besonderer Fall sind Krankheitserreger, deren weltweite Verbreitung zeitlich sehr starken Schwankungen unterliegen kann. Phasen geringer Verbreitung können sich mit Pandemien abwechseln (Beispiel: Influenza).